# Laetmogone
Laetmogone (лат.) — род голотурий отряда боконогих.
Бентосные животные. Имеют круглое ротовое отверстие на вентральной стороне тела, а также маленькие листовидные щупальца, которыми проталкивают пищу в рот. Встречаются в Атлантическом и Индийском океанах от тропических до полярных вод. Длина тела Laetmogone parvipedata до 13, а Laetmogone perplexa до 22 см. Обитают на глубине от 345 до 2871 м. Они безвредны для человека, объектами промысла не являются, их охранный статус не определен. 

## Классификация
Род включает следующие виды:
- Laetmogone billetti Rogacheva & Gebruk in Rogacheva et al., 2013
- Laetmogone biserialis Fisher, 1907
- Laetmogone fimbriata (Sluiter, 1901)
- Laetmogone ijimai (Mitsukuri, 1897)
- Laetmogone interjacens Sluiter, 1901
- Laetmogone maculata (Théel, 1879)
- Laetmogone parvipedata Massin, 1987
- Laetmogone perplexa Thandar, 1998
- Laetmogone scotoeides (H.L. Clark, 1913)
- Laetmogone theeli Ludwig, 1893
- Laetmogone violacea Théel, 1879
- Laetmogone wyvillethomsoni Théel, 1879